# Gerrit Brokx
Gerardus Philippus (Gerrit) Brokx (født 22. juni 1933 i Oosterhout, død 11. januar 2002 i Tilburg) var en nederlandsk KVP-, og CDA-leder og politiker, der i flere omgange har været statssekretær for Boliger og byudvikling. Blandt andre, var han også borgmester i Tilburg i Noord-Brabant.
Brokx studerede jura ved Rijksuniversiteit Utrecht. Han begyndte sin politiske karriere i byrådet i Oosterhout i 1963. I 1966 blev han rådmand. 
I halvfjerdserne var han især aktiv i den provinsielle politik i Noord-Brabant, som et medlem af Provinciale Staten og som Parlamentsmedlem.
Fra 1988 til 1997 var Brokx borgmester i Tilburg.
Brokx blev gift med journalisten, Marjolijn Uitzinger.